# Fritz Landertinger
Friedrich Christopher Landertinger (ur. 26 lutego 1914 w Krems an der Donau, zm. 18 stycznia 1943 w Szlisselburgu) – austriacki kajakarz. Srebrny medalista olimpijski z Berlina.

## Życiorys
Fritz Landertinger był związany z austriackim klubem sportowym Steiner Ruderclub. Zawody w 1936 były jego pierwszymi i jedynymi w karierze igrzyskami olimpijskimi. Startował w konkurencji K-1 10 000 m i zajął drugą lokatę z czasem 46:14.7 minuty.
Zmarł w styczniu 1943 podczas blokady Leningradu.